# Balków
Balków – wieś w Polsce położona w województwie łódzkim, w powiecie łęczyckim, w gminie Piątek.
Bolków (Balków) był wsią królewską (tenutą) w powiecie łęczyckim województwa łęczyckiego w końcu XVI wieku. W Królestwie Polskim istniała gmina Balków.
W latach 1954–1959 wieś należała i była siedzibą władz gromady Balków, po jej zniesieniu w gromadzie Gaj. W latach 1975–1998 miejscowość administracyjnie należała do województwa płockiego.
Zabytki – pałac neoklasycystyczny z lat trzydziestych XX wieku.
W północnej części wsi Balków (przy granicy ze wsią Siemieniczki, gmina Krzyżanów, pow. kutnowski) zlokalizowany jest geodezyjny środek Polski; centroid obszaru terytorium administracyjnego Rzeczypospolitej Polskiej. Współrzędne tego punktu to 52° 06' 51.6" N oraz 19° 25' 25.2" E.